# Belägringen av Svartholm
Belägringen av Svartholm var en belägring av Svartholms fästning under finska kriget. Belägringen varade mellan 23 februari och 18 mars, och resulterade i att ryska styrkor erövrade Svartholm.

## Bakgrund

### Fästningens tillstånd före kriget
Svartholms fästning anlades år 1748 som gränsfäste efter att den finska gränsen tvingats flytta västerut som ett resultat av förlusten mot Ryssland år 1743. Fästet bestod av yttre verk samt en bastionerad rektangel med höga, flankerade murar. Fästningen i sig hade goda förutsättningar för försvar när kriget bröt ut, men det fanns flera andra brister. Artilleriets block och lavetter var ansatta av röta, och då konstruktionen av bättre lavetter först genomfördes den 12 februari med små medel var resultatet undermåligt. Det saknades även kanonkulor och karduser. För tillverkning av det senare användes besättningens täcken, och halm från deras sängar gick åt för att fodra kanonkulorna. Man led även brist på medicinska resurser, och eftersom det endast fanns en sjukhuslokal fick de flesta sjuka sova tillsammans med de friska. Då brunnarna visades vara oanvändbara saknades också dugligt dricksvatten.

### Besättningen
Besättningens vargeringsoldater (reservtrupp på Indelningsverkets tid) hade haft lite eller ingen övning medan de värvade soldaterna senast hade övat för två år sedan, och då endast i två veckor. Stora delar av manskapet saknade även brukbara vapen, medicinska persedlar och kläder lämpade för det kalla vintervädret. Moralen var som ett resultat något låg hos besättningen. Kommendanten före kriget hade varit Carl Gustaf von Schoultz, men han blev den 4 februari degraderad till underkommendant under den mindre militärt ansedda Carl Magnus Gripenberg.

### Invasionen
Den 21 februari invaderades Finland, och samma dag intogs staden Lovisa av ryska styrkor, vilken är belägen vid fastlandet norr om fästningen. Dagen därefter rekognoscerade överbefälhavare Fredrik Vilhelm von Buxhoevden Svartholm. Han skickade därefter en parlamentär som träffade von Schoultz och manade svenskarna att kapitulera, vilket avvisades.

## Belägringen
Den 23 februari inneslöt ryska styrkor Svartholm, en åtgärd som var fullständig först 28 februari då även holmarna omkring besatts. Samma dag sköt fästningen mot kosacker, vilket var dess första skott. Parlamentärer skickades över både 2 mars och 8 mars, och ryssarna försökte förmå svenskarna att överlämna fästningen genom att bevisa sin kännedom om det usla tillståndet i Svartholm, samt hävdade att hela Finland blivit erövrat. Båda gånger avvisades de dock. Därefter började en beskjutning av fästet, vilket inte orsakade större skada, och svarades från svenskt håll av en överdrivet livlig eldgivning. Då överkommendanten befarade att fästningen skulle stormas fick garnisonen stå redo i stor köld under natten. Dagen därefter föreslog överkommendanten att man skulle försöka få igenom sex veckors stillestånd med de ryska styrkorna, men ett försök till detta avvisades den 10 mars. Ett nytt möte den 11 mars resulterade dock i tre dagars stillestånd. Samma dag som detta stillestånd avslutades skickades dock parlamentärer för att diskutera Svartholms kapitulation. Den 18 mars marscherade besättningen ut och fästningen överlämnades.